# Quaqua ramosa
Quaqua ramosa là một loài thực vật có hoa trong họ La bố ma. Loài này được (Masson) Bruyns miêu tả khoa học đầu tiên năm 1983.